# Protecteur gastrique
Un protecteur gastrique est en général une substance médicamenteuse dont le rôle ou l'une des propriétés est d'empêcher les lésions de la muqueuse de l'estomac. La muqueuse stomachale dispose normalement d'une protection propre qui est détériorée par certaines bactéries dont Helicobacter pylori, et par certains médicaments dont les anti-inflammatoires. Les symptômes sont ceux d'une gastrite ou d'un ulcère de l'estomac.  

## Catégories de protecteurs gastriques
On peut diviser les protecteurs gastriques en plusieurs catégories :
- Ceux qui neutralisent l'acide gastrique : les anti-acides
- Les inhibiteurs de la pompe à protons qui agissent sur la sécrétion gastrique elle-même, tout comme les antihistaminiques H2
- Les pansements digestifs protègent eux directement la muqueuse gastrique

Certains médicaments combinent ces différents effets.

## Utilisation des protecteurs gastriques
Les protecteurs gastriques sont souvent utilisés dans le traitement des pathologies suivantes :
- les remontées acides (reflux gastro-œsophagien),
- les ulcères gastroduodénaux,
- les gastrites.

Les médicaments limitants les lésions de la muqueuse de l'estomac peuvent être donnés de façon concomitante aux AINS, limitant ainsi leur effet délétère sur la muqueuse.